# Шабаз Непијер
Шабаз Боузи Непијер (енгл. Shabazz Bozie Napier; Бостон, 14. јул 1991) амерички је кошаркаш. Игра на позицији плејмејкера, а тренутно наступа за Бајерн  из Минхена.

## Каријера
Непијер је од 2010. до 2014. године био студент универзитета Конектикат са којим је 2011. и 2014. био шампион америчке универзитетске лиге (енгл. NCAA).
На НБА драфту 2014. године одабран је као 24. пик од стране Шарлот хорнетса и одмах је трејдован у Мајами хит. У НБА лиги је провео шест сезона и наступао је за Мајами хит, Орландо меџик, Портланд трејлблејзерсе, Бруклин нетсе, Минесота тимбервулвсе и Вашингтон визардсе. На 345 утакмице регуларне сезоне бележио је просечно 7,1 поен по мечу.
У јулу 2022. по први пут је дошао у европску кошарку и потписао за Зенит из Санкт Петербурга. Напустио је клуб крајем фебруара 2023. због почетка Руске инвазије на Украјину. Сезону 2022/23. почео је као играч екипе Капитанес де Сијудад де Мексико, која се такмичи у НБА развојној лиги. Дана 28. јануара 2023. вратио се у европску кошарку и потписао за Олимпију из Милана. Са клубом из Милана је освојио италијанску Серију А на крају 2022/23. сезоне.
Дана 16. јула 2023. године потписао је двогодишњи уговор са Црвеном звездом. Напустио је Црвену звезду 21. децембра исте године и вратио се у Олимпију из Милана.
Дана 9. септембра 2024. остварио је трансфер у Бајерн Минхен.

## Успеси

### Клупски
- Олимпија Милано:
  - Првенство Италије (2): 2022/23, 2023/24.
- Бајерн Минхен:
  - Првенство Немачке (1): 2024/25.